# TIO Libre
TIO Libre est une association à but non lucratif française, composée d'experts et de fournisseurs de service d'externalisation de l'information.
L'objectif de cette dernière est de promouvoir la liberté des clients et la loyauté envers les clients des fournisseurs de service.
TIO est l'acronyme de Total Information Outsourcing.

## Principes
Les membres de l'association TIO Libre s'engagent à respecter un ou plusieurs des principes définis par l'association. L'objectif étant de promouvoir les plateformes d'externalisation de l'information permettant la même liberté que l'on a aujourd'hui avec les logiciels libres, en comparaison avec les plateformes fermées et les logiciels propriétaires.

## Définitions

### TIO Ouvert
Un service est considéré ouvert si le contrat de service contient l'élément suivant :
- Liberté des données : il est possible de migrer toutes les données de l'utilisateur, y compris les logs de connexion vers une infrastructure gérée par un opérateur tiers. Les données doivent être fournies dans un format qui doit être spécifié, correctement documenté et qui peut être utilisé avec des logiciels habituellement utilisés.

### TIO Libre
Une solution d'externalisation de l'information est considérée comme libre si le contrat de service contient les éléments suivants :
- Liberté des données : il est possible de migrer toutes les données de l'utilisateur, y compris les logs de connexion vers une infrastructure gérée par un opérateur tiers. Les données doivent être fournies dans un format qui doit être spécifié, correctement documenté et qui peut être utilisé avec des logiciels habituellement utilisés.
- Liberté du logiciel : tous les logiciels indispensables afin de permettre au client de quitter la plateforme et de pouvoir profiter du même service sur une infrastructure personnalisée doivent être sous licence libre.
- Liberté de la concurrence : il ne doit pas exister de verrous légaux empêchant des concurrents d'essayer de fournir le même service.

Un service respectant les principes du TIO Libre garantit aux clients qu'ils peuvent changer à tout moment de fournisseur de service, ou bien qu'ils peuvent à tout moment devenir leur propre fournisseur de service.

### TIO Loyal
Une solution d'externalisation de l'information est considéré comme loyale si le contrat de service contient les éléments suivants :
- Droit d'accès : le service doit pouvoir être utilisé par tous, d'où qu'ils soient, sans discrimination.
- Droit de vie privée : aucune donnée en relation avec l'usage du service par le client ne peut être fournie à un tiers, que ce soit sous la forme d'un verbatim, ou bien de façon anonyme, sans l'autorisation explicite de ce client donnée au cas par cas par ce dernier.
- Droit de notification : le client du service doit être notifié de tous incidents ou changements qui pourraient causer ou avoir causé une faille de sécurité dans le service ou qui changerait le service.
- Droit de divulgation : le fournisseur de service doit prendre toutes les mesures nécessaires afin de faire respecter les termes du service par ses employés ou fournisseurs et communiquera ces mesures aux clients sur simple demande.

Le TIO Loyal permet de fournir un cadre afin d'atteindre le même niveau de secret commercial et de la transparence qu'avec son propre personnel.

## Membres
Les membres actuels de TIO Libre sont:
- Sinn Zinn[4] ;
- TioLive[5] ;
- OpenMeetings[6] ;
- GRNVOIP[7].